# Claude Parent

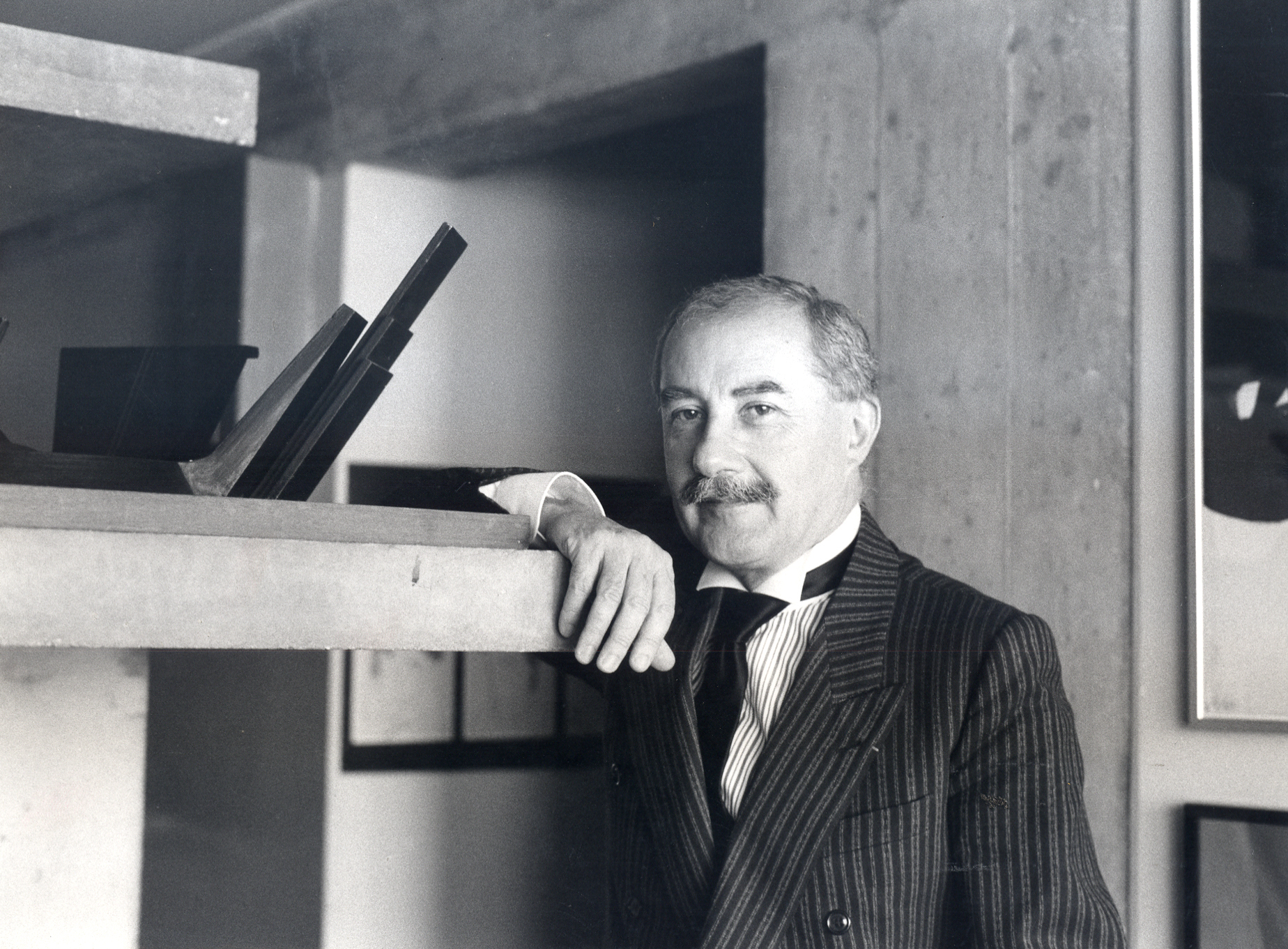
Claude Parent 1980

Claude Parent (Neuilly-sur-Seine, 26 februari 1923 – 27 februari 2016) was een Frans architect. 

## Biografie
Hij begon zijn hogere studies aan de École Nationale Supérieure des Beaux-Arts de Toulouse en vervolgens in 1946 aan de École Nationale Supérieure des Beaux-Arts te Parijs. Hij begon zijn eigen bureau nog voor hij de studies afgemaakt had vertrok voordat hij zijn diploma architectuur behaalde en  werd pas in 1966 aanvaard tot de Orde van architecten op basis van zijn ervaring. 
Hij ging aan de slag als autodidact bij Ionel Schein tot 1955 en was deel van de in 1951 opgerichte Espace-groep (opgericht André Bloc en Félix del Marle). Hij werkte ook samen met Paul Virilio in de Architecture Principe-groep (1963–68).

## Erkentelijkheden (selectie)
- 1979 - Grand prix national de l'architecture
- commandant van de Ordre national du Mérite
- commandant van de Orde van Kunsten en Letteren
- officier van de Orde van de Academische Palmen
- commandant van het Legioen van Eer
- zilveren medaille van de Académie royale d'architecture
- 2005 -  lid van de Académie des beaux-arts

## Werk (selectie)
Een onverzicht van enkele bekende werken.
- Woning "Drusch House" (1963-1965), Versailles
- l'Eglise Sainte-Bernadette-du-Banlay (1966), Nevers
- Frans paviljoen op de 35ste Biennale van Venetië (1970), Venetië
- Silvia Monfort Theater (1984-1991), Parijs
- Winkelcentrum in ruw beton (1967-1971), Sens
- Winkelcentrum in ruw beton (1967-1971), Ris-Orangis
- L'Aeronef, Roissypôle exchange center, Charles de Gaulle Airport (1989-1996) Roissy
- Gemeentehuis Lillebonne (1993-1998), Lillebonne

- Bibsys: 90225377
- Bibliothèque nationale de France: cb11918595w (data)
- Catàleg d'autoritats de noms i títols de Catalunya: 981058508418406706
- CiNii: DA16387227
- Gemeinsame Normdatei: 119314460
- International Standard Name Identifier: 0000 0001 2279 0785
- Library of Congress Control Number: n82057026
- Bibliotheek van het Japanse parlement: 01160785
- Nationale Bibliotheek van Tsjechië: jx20100823023
- Nederlandse Thesaurus van Auteursnamen: 070214468
- RKD-Nederlands Instituut voor Kunstgeschiedenis: 249480
- SNAC: w6dr6c8j
- Système universitaire de documentation: 027058018
- Union List of Artist Names: 500010931
- Virtual International Authority File: 44303417
- WorldCat: E39PBJgt3KfdxHd69xGPY3R3Qq